# Зузенко Олександр Михайлович
Олександр Михайлович Зузенко (псевдоніми: А. Нарген, А. Наргін, А. Матуліченко, А. Мамін, С. Мамін тощо; 1884, Рига, Російська імперія — 25 серпня 1938, Комунарка, СРСР) — російсько-австралійський професійний революціонер, моряк (капітан судна), журналіст.

## Життєпис

### До 1917: початок революційної роботи і переїзд до Австралії
За власними словами, 1904 року включився в революційну боротьбу, в середині 1905 року через неблагонадійність був знятий з навчального судна «Велика княгиня Ксенія Олександрівна» і виключений з Магнушевського училища. Восени 1905 року вступив до Бойової організацію есерів, на початку 1906 за організацію політичного страйку виключений з Ризького морехідного училища. Стверджував, що брав участь у підготовці низки терактів у Ризі і на півдні Росії, двічі потрапляв до в'язниці: в листопаді 1906 року в Ризі і 1908 року в Миколаєві.
1911 року покинув Росію і включився в організацію Спілки російських моряків за кордоном зі штаб-квартирою в Антверпені. Потім прибув моряком в Австралію і залишився в Брисбені. Був різноробочим. Порвавши з партією есерів, Зузенко включився в роботу анархо-синдикалістської організації «Індустріальні робітники світу» (ІРС), брав участь у підготовці страйків робітників на плантаціях цукрової тростини.

### 1918—1920: від анархізму— до комунізму
Зузенко приєднався до Союзу російських робітників (до 1914 року — Союз російських емігрантів), яким з 1911 року керував більшовик Артем (Сергєєв) (повернувся в Росію 1917 року). 1918 року, після Жовтневої революції, Зузенко очолив Союз російських робітників і брав участь у виданні газет «Знання і єднання» і «Дев'ятий вал». Одружився з Цецилією (Цівою) Розенберг, дочкою радикально налаштованих емігрантів з Росії, яка допомагала йому у видавничій діяльності. 23 березня 1919 року очолив ходу російських і радикально налаштованих місцевих робітників під червоним прапором, яка вилилася в сутички зі стріляниною і погромами російського кварталу (ці події залишилися в історії під назвою «Бунти червоного прапора» або «Червонопрапорне повстання».
Зузенка вислали з Австралії (за його словами, влада мала намір віддати його на розправу уряду Денікіна). Повідомляв, що побував у в'язницях Гобарта (Тасманія), Коломбо (Цейлон), Бомбея (Індія; там він оголошував голодування і хворів на цингу), Суеца, Каїра, Александрії (Єгипет) і Константинополя (Туреччина). У жовтні 1919 року в Константинополі його випущено під поліційний нагляд (за клопотанням вагітної дружини, яка в листопаді народила дочку Ксенію), після чого з чужим паспортом дістався до Одеси, де перебував на нелегальному становищі до приходу Червоної армії в лютому 1920 року.
Вже через два дні після зміни влади оголосив про приєднання до редакції газети «Одеський сполох» (рос. Одесский набат) (закрита більшовиками після першого номера), намагався відродити газету «Буревісник» (також закрита після першого номера) і навіть мав намір видавати її нелегально. Потім протягом семи тижнів видавав «Вісті Тираспольського ревкому» (рос. Известия Тираспольского ревкома). Пізніше Зузенко зазначав, що саме в цей час вступив до КП(б)У.
Був делегатом від Тирасполя на III Всеросійському з'їзді профспілок. Через рік в одній із статей Зузенко писав, що саме на з'їзді, слухаючи Леніна і Троцького, він усвідомив безплідність анархізму і правильність курсу більшовиків.
Вступивши до РКП(б), Зузенко став переконувати Карла Радека, Григорія Зінов'єва та інших керівників Комінтерну послати його назад до Австралії для об'єднання місцевих соціалістів в комуністичну партію. Під час роботи конгресу Артем та секретар Виконавчого комітету Комінтерну Ян Берзін послали Зузенко в Петроград для доповіді Малому бюро Комінтерну про ситуацію в Австралії. У травні 1920 року Зузенка прийняли в Комінтерн і забезпечили завданням організувати в Австралії комуністичну партію. Влітку 1920 року взяв участь у Другому конгресі Комінтерну як представник комуністичної групи Квінсленда (по суті, самозваної) без права голосу.

### 1920—1922: друга подорож до Австралії
В середині жовтня 1920 року Зузенко через Мурманськ покинув Росію з наміром за завданням Комінтерну таємно, за підробленими документами, проникнути в Австралію. Він прибув у норвезьке Варде, а потім в Кристіанію, далі з Бергена відплив у Ньюкасл і дістався доЛондона. Не зумівши отримати там істотної допомоги, Зузенко вирішив відпливати із Ліверпуля, але через проблеми з документами не міг цього зробити до січня 1921 року, коли йому вдалося потрапити до Канади, а потім перебратися в США з групою шинфейнерів і досягти Нью-Йорка. Там він став свідком протистояння Комуністичної партії Америки і Комуністичної робітничої партії Америки, виступав зі статтями в газеті «Нове російське слово», роз'яснював структуру і функціювання радянської держави.
У квітні 1921 року прибув до Сан-Франциско, де вступив у контакт з організатором Об'єднаної комуністичної партії Вільямом Костлі з метою отримати допомогу в організації поїздки до Австралії. Відпливти звідти, однак, не вдалося: спочатку Костлі не отримав підтвердження повноважень Зузенка і запідозрив його в провокаторстві, потім почався страйк моряків. Зузенко, за його власними словами, став брати участь в організації товариств технічної допомоги Радянській Росії, сільськогосподарських комун, а потім — товариства допомоги голодуючим Поволжя, в рамках роботи якого співпрацював з квакерами і добирався до колонії молокан у долині Гвадалупе у Мексиці. Стверджував, що робив численні безплідні спроби потрапити до Австралії як із Сан-Франциско, так і з Сіетла. Потім добрався до Ванкувера, і лише в травні 1922 року у Вікторії йому вдалося сісти на пароплав до Окленда.

### 1922: робота в Австралії
Зузенко прибув до Австралії в липні 1922 року і виявив, що Комуністичну партію Австралії вже створено. Більш того, в ній йшла боротьба між фракцією колишньої Соціалістичної партії Австралії та профспілковою фракцією. 15-16 липня Зузенко взяв участь у важливій зустрічі ворожих сторін і приписав собі їх примирення, а також, за його власними словами, прочитав низку лекцій про Радянську Росію, написав кілька статей, сприяв створенню товариства технічної допомоги Радянській Росії в Сіднеї, відтворив осередок партії в Мельбурні.
Там 9 серпня 1922 року він був заарештований і засуджений до трьох місяців в'язниці й депортації, причому суд встановив, що він раніше був висланий з країни після подій у Брисбені, але довести використання ним підробленого паспорта на ім'я громадянина Норвегії Тоні Толлагсена Тьєрна поліції не вдалося. Зузенка відпустили на поруки і 7 вересня він коштом партії відбув з Австралії до Лондона. Там його заарештовано Скотленд-Ярдом і запроторено до Брикстонської тюрми. Продовжував стверджувати, що є громадянином Норвегії Тьєрном, а Зузенко — лише його журналістський псевдонім, і в листопаді навіть оголошував голодування. Проте, британська влада вирішила вислати його до Радянської Росії.

### 1923—1938: журналістика, мореплавство, загибель
Повернувшись до Росії в січні 1923 року, Зузенко доповів Комінтерну про свої мандри і про стан австралійської компартії. Протягом року приблизно працював начальником порту в Маріуполі, а восени потрапив до Москви і став працювати в газеті «На вахті», а потім — у газеті «Гудок», де писав, зокрема, про умови життя робітників у різних країнах і світовий комуністичний рух. З цими виданнями тоді співпрацювали Костянтин Паустовський (який затоваришував із Зузенком), Михайло Булгаков, Едуард Багрицький, Ілля Ільф та Євген Петров, Олександр Грін, Ісаак Бабель; до кола знайомих Зузенка також належали Валентин Катаєв, Олексій Новиков-Прибой, Юрій Олеша, Семен Гехт, Віктор Шкловський.
Потім влаштувався в Ленінграді і став працювати на суднах Балтійського пароплавства. Зокрема, відомо, що у вересні 1924 року він був капітаном вантажного судна «Володимир Русанов». Тоді ж влада Великої Британії заборонила Зузенку сходити на берег, що стало предметом офіційного протесту радянської влади, спрямованого до Форин-офісу 1925 року. Заборона залишився в силі, однак Зузенко її неодноразово порушував. За наявними спогадами, перебуваючи в Лондоні, Зузенко приймав у своїй каюті засновників Комуністичної партії Великої Британії Вільяма Галлахера і Гаррі Полліта.
10 квітня 1938 року заарештований за звинуваченням у шпигунстві на користь Великої Британії, а 25 серпня 1938 року розстріляний на Коммунарці. За спогадами вдови, незадовго до арешту Зузенко говорив: «Я не здивуюся, якщо ми вранці прокинемося, і в нас будуть майоріти фашистські прапори. Це ж фашизм, що у нас відбувається». Реабілітований 1 вересня 1956 року.

## Доля Зузенка в літературі
У 1923—1924 роках році разом з Зузенко в газетах «На вахті» і «Гудок» працював письменник Костянтин Паустовський. Він включив у деякі ранні твори отримані від Зузенка свідчення про австралійські плантації цукрової тростини, про страйки і демонстрації на вулицях Брисбена. 1925 року Паустовський присвятив Зузенку нарис «Капітан-комунар», а п'ять років по тому включив його під ім'ям капітана Кравченка в роман «Сяючі хмари». Пізніше, в 1960-ті роки, в «Повісті про життя» Паустовський навів свої спогади про дружбу з Зузенком.
На суднах Балтійського пароплавства під керівництвом Зузенка працював Юрій Клименченко, який згодом став популярним письменником. У роман 1959 року «Штурман далекого плавання» він включив епізод, що явно відсилає до долі Зузенка. В книзі спогадів «Корабель йде далі» (Л., 1973) у розділі «Лонг Алек» Клименченко докладно розповідає про те, як працював з Зузенком на пароплаві «Рошаль» і на теплоході «Смольний» на лінії Ленінград — Лондон", про його особу і долю. Нарешті, роман Клименченка «Життя і пригоди Лонг Алека» (Л., 1975) заснований на історії життя Зузенка.
У спогадах як Паустовського, так і Клименченка міститься низка неточностей. Так, обидва не згадують про арешт і загибель Зузенка (хоча Клименченко про ці події не міг не знати). І Паустовський, і Клименченко пишуть, що Зузенко в Англії (чи в Австралії) був засуджений до смертної кари, а потім обміняний на офіцерів з числа британських інтервентів. Ця розповідь, мабуть, заснована на словах самого Зузенка (про неї згадувала в інтерв'ю і дочка Ксенія), однак не відповідає дійсності. Ні Паустовський, ні Клименченко також не пишуть про другий період перебування Зузенка в Австралії. Не відповідає документальними свідченнями розповідь Клименченка про скасування заборони на вихід Зузенка на британський берег і про його відмову прийняти цю «амністію». Нічого не повідомляє Клименченко і про істотні неприємні інциденти, що сталися зі «Смольним» у 1933—1937 роках, коли ним командував Зузенко (зіткнення, пожежа на судні). Крім того, помилковий родинний переказ про те, що Зузенко перебував в англійській в'язниці разом з Литвиновим.
25 грудня 1923 року Зузенко опублікував у «Гудку» статтю «Живий Христос», в якій стверджував, що такі історики як Філон Александрійський, Іуст Тиверіадський і Йосип Флавій не згадують про Христа і що легенда про Христа — «не що інше, як переказ легенди про Будду», Осіріса, Мардука, Адоніса, Тамуза, Аттіса, Діоніса, тобто про бога-сонце. Схожу аргументацію в дусі міфологічної школи використовує герой роману Михайла Булгакова «Майстер і Маргарита» Берліоз. Булгаков не міг не знати про статті Зузенка, оскільки його власне оповідання було надруковане на тій самій сторінці газети.

### Монографії, збірки документів
- Windle K. Undesirable: Captain Zuzenko and the Workers of Australia and the World. — Melbourne : Australian Scholarly Publishing, 2012. — 274 p. — ISBN 9781921875755.
- Our Unswerving Loyalty: A Documentary Survey of Relations Between the Communist Party of Australia and Moscow, 1920—1940 / Lowell D. W., Windle K. (editors). — ANU E Press, 2008. — 380 p. — ISBN 9781921313967.

### Статті, публікації документів
- Уиндл К. Александр Зузенко и австралийская тема в советской литературе // Studia Rossica Posnaniensia. — 2005. — Т. XXXII. — С. 11–20. — ISSN 0081-6884.
- Уиндл К. Журналист и революционер на трех континентах: А. М. Зузенко // Тыняновский сборник. — М., 2006. — Вип. 12. — С. 452—468. — ISBN 5-902312-86-8.
- Windle K. A Troika of Agitators: Three Comintern Liaison Agents in Australia, 1920-22 :  [англ.] // Australian Journal of Politics and History. — 2006. — Vol. 52, № 1. — С. 30–47. — doi:10.1111/j.1467-8497.2006.00406a.x.
- Windle K. Nabat and its Editors: the 1919 Swansong of the Brisbane Russian Socialist Press, or Нас еще судьбы безвестные ждут :  [англ.] // Australian Slavonic and East European Studies. — 2007. — Vol. 21, № 1-2. — С. 143–163.
- Windle K. Orpheus down under: fragments by A. N. Tolstoi on the career of Captain Zuzenko :  [англ.]. — 2006. — Vol. 12, № 2. — ISSN 13617427.
- Windle K. Round the world for the revolution: a Bolshevik agent’s mission to Australia, 1920–22, and his interrogation by Scotland Yard :  [англ.] // Revolutionary Russia. — 2004. — Vol. 17, № 2. — С. 90—118. — ISSN 09546545. — doi:10.1080/0954654042000289714.
- Windle K. Standard-bearer of the Australian revolution: the interrogation of Aleksandr Zuzenko by Special Branch, an annotated transcript :  [англ.] // New Zealand Slavonic Journal. — 2005. — Vol. 39. — ISSN 00288683.
- Windle K. ‘The Achilles Heel of British Imperialism’: A Comintern agent reports on his mission to Australia, 1920–1922. An annotated translation. :  [англ.] // Australian Slavonic and East European Studies. — 2004. — Vol. 18, № 1-2. — С. 143–176.
- Windle K. ‘Unmajestic bombast’: The Brisbane Union of Russian Workers as Shown in a 1919 Play by Herman Bykov :  [англ.] // Australian Slavonic and East European Studies. — 2005. — Vol. 19, № 1—2. — С. 29—51.

### Спогади
- Клименченко Ю. Д. Корабль идёт дальше. — Л. : Советский писатель, 1973. — 440 с.
- Паустовский К. Г. Капитан-коммунар // Родина: рассказы, очерки и публицистика. — М. : Современник, 1972. — С. 16—17. — 238 с.
- Паустовский К. Г. Книга скитаний. — М. : Советская Россия, 1964. — 253 с.

### Художні твори
- Клименченко Ю. Д. Жизнь и приключения Лонг Алека. — Л. : Лениздат, 1975. — 480 с.
- Клименченко Ю. Д. Штурман дальнего плавания. — Л. : Лениздат, 1959. — 552 с.
- Паустовский К. Г. Блистающие облака. — Харьков : Пролетарий, 1929.